# 코소보의 역사
이 문서는 코소보의 역사를 기술한다.
코소보의 역사는 선사 시대로 거슬러 올라가는데, 이 지역에서는 스타르체보 문화, 빈차 문화, 부바니-훔 문화, 바덴 문화가 활발했다. 그 이후로 풍부한 천연 자원으로 인해 삶의 발전이 가능해지면서 많은 고고학 유적지가 발견되었다.
고대에 이 지역은 다르다니아 왕국의 일부였다. 기원전 1세기 말에 로마 제국에 합병되어 모에시아 지방에 편입되었다. 중세에 이 지역은 불가리아 제국, 비잔틴 제국, 세르비아 중세 국가의 일부가 되었다. 1389년 발칸 국가 연합과 오스만 제국 사이에서 코소보 전투가 벌어졌고, 그 결과 세르비아는 쇠퇴했고 결국 1459년에 오스만 제국이 정복했다.
코소보의 현대사는 오스만 제국의 프리즈렌 산자크에서 찾을 수 있으며, 이 지역의 일부는 1877년에 코소보 빌라예트로 조직되었다. 이때 처음으로 코소보가 전체 영토의 이름으로 사용되었다. 1913년에 코소보 빌라예트는 세르비아 왕국에 통합 되었고, 1918년에 유고슬라비아를 형성했다. 코소보는 1963년에 요시프 브로즈 티토의 지시에 따라 자치권을 얻었다. 이 자치권은 유고슬라비아의 1974년 헌법에 의해 상당히 확대되었지만 1990년에 상실되었다. 1999년에 UNMIK가 개입했다. 2008년 2월 17일, 코소보 인민 대표가 일방적으로 코소보의 독립을 선언한 후 2008년 6월 15일에 발효된 코소보 공화국 헌법을 채택했다.